# Реннелл и Беллона
Реннелл и Беллона (англ. Rennell and Bellona) — одна из провинций (единица административно-территориального деления) Соломоновых Островов. Состоит из двух атоллов — Реннелл (Му-Нггава) и Беллона (Му-Нгики), заселённых полинезийцами. Площадь 671 км², население 3041 человек (2009). Административный центр — Тигоа.